# Axel Boesen
Axel Boesen född 10 februari 1879 i Frederiksberg död 14 juni 1957, var en dansk skådespelare och sångare. Han var bror till teaterdirektören Fritz Boesen och gift med skådespelaren Clara Nebelong och senare med skådespelaren Solborg Fjeldsøe Rasmussen.
Boesen scendebuterade som 18-åring Dagmarteatret i pjäsen Dansen paa Koldinghus. Han fick efter debuten ett fast engagemang under åtta år vid teatern, därefter var han verksam vid ett flertal privatteatrar. Som operettskådespelare fick han sitt genombrott på Frederiksberg Teater och han medverkade i operetter under de följande 57 åren. Som filmskådespelare debuterade han i stumfilmen Levemanden på variete 1908. Han blev fast engagerad vid Nordisk Film och medverkade fram till 1926 i drygt 100 stumfilmer huvudsakligen i mindre roller. Inom ljudfilmen medverkade han endast i två filmer båda inspelade 1949. Som sångare gav han ut ett stort antal skivinspelningar med olika musikergrupper.
I Tivoli-Revyen 1922 sjöng han "Hils fra mig derhjemme" (Hälsa dem därhemma). Han spelade den också in på två akustiska 78-varvare HMV X 1510 og HMV AL 803. Det var samma inspelning på båda skivorna.

## Filmografi
- 1949 – Den stjålne minister
- 1949 – For frihed og ret
- 1941 – En mand af betydning
- 1910 – Anarkister ombord
- 1908 – Levemanden på Variete